# Trinidad és Tobago a 2008. évi nyári olimpiai játékokon
Trinidad és Tobago a kínai Pekingben megrendezett 2008. évi nyári olimpiai játékok egyik részt vevő nemzete volt. Az országot az olimpián 4 sportágban 28 sportoló képviselte, akik összesen 2 érmet szereztek.

## Érmesek
| Érem  | Versenyző                                                                     | Sportág  | Versenyszám              |
| ----- | ----------------------------------------------------------------------------- | -------- | ------------------------ |
| Arany | Keston Bledman Marc Burns Emmanuel Callander Richard Thompson Aaron Armstrong | Atlétika | Férfi 4 × 100 m-es váltó |
| Ezüst | Richard Thompson                                                              | Atlétika | Férfi 100 m              |

## Asztalitenisz
Férfi

| Versenyző        | Versenyszám | Selejtező                                    | 64-es főtábla     | 48-as főtábla     | 32-es főtábla     | Nyolcaddöntő      | Negyeddöntő       | Elődöntő          | Döntő             | Helyezés |
| Versenyző        | Versenyszám | Ellenfél Eredmény                            | Ellenfél Eredmény | Ellenfél Eredmény | Ellenfél Eredmény | Ellenfél Eredmény | Ellenfél Eredmény | Ellenfél Eredmény | Ellenfél Eredmény | Helyezés |
| ---------------- | ----------- | -------------------------------------------- | ----------------- | ----------------- | ----------------- | ----------------- | ----------------- | ----------------- | ----------------- | -------- |
| Dexter St. Louis | Egyes       | Wilson Zhang (CAN) · 6-11, 7-11, 10-12, 4-11 | kiesett           | kiesett           | kiesett           | kiesett           | kiesett           | kiesett           | kiesett           | 65.      |

## Atlétika
Férfi

| Versenyző                                                                     | Versenyszám        | Előfutam | Előfutam | Előfutam | Negyeddöntő | Negyeddöntő | Negyeddöntő | Elődöntő | Elődöntő | Elődöntő | Döntő   | Döntő    |
| Versenyző                                                                     | Versenyszám        | Idő      | Hely.    | Össz.    | Idő         | Hely.       | Össz.       | Idő      | Hely.    | Össz.    | Idő     | Helyezés |
| ----------------------------------------------------------------------------- | ------------------ | -------- | -------- | -------- | ----------- | ----------- | ----------- | -------- | -------- | -------- | ------- | -------- |
| Darrel Brown                                                                  | 100 m              | 10,22    | 3.       | 7.**     | 10,93       | 8.          | 40.         | kiesett  | kiesett  | kiesett  | kiesett | kiesett  |
| Marc Burns                                                                    | 100 m              | 10,46    | 2.       | 38.***   | 10,05       | 1.          | 6.          | 9,97     | 3.       | 6.       | 10,01   | 7.       |
| Richard Thompson                                                              | 100 m              | 10,24    | 1.       | 10.*     | 9,99        | 1.          | 2.*         | 9,93     | 2.       | 3.       | 9,89    |          |
| Aaron Armstrong                                                               | 200 m              | 20,57    | 1.       | 8.       | 20,58       | 5.          | 18.*        | kiesett  | kiesett  | kiesett  | kiesett | kiesett  |
| Rondell Sorillo                                                               | 200 m              | 20,58    | 1.       | 9.**     | 20,63       | 4.          | 21.*        | kiesett  | kiesett  | kiesett  | kiesett | kiesett  |
| Ato Modibo                                                                    | 400 m              | 45,63    | 5.       | 26.      |             |             |             | kiesett  | kiesett  | kiesett  | kiesett | kiesett  |
| Renny Quow                                                                    | 400 m              | 45,13    | 2.       | 9.       |             |             |             | 44,82    | 4.       | 7.       | 45,22   | 7.       |
| Mikel Thomas                                                                  | 110 m gát          | 13,69    | 6.       | 27.      | 13,62       | 6.          | 20.         | kiesett  | kiesett  | kiesett  | kiesett | kiesett  |
| Keston Bledman Marc Burns Emmanuel Callander Richard Thompson Aaron Armstrong | 4 × 100 m-es váltó | 38,26    | 1.       | 1.       |             |             |             |          |          |          | 38,06   |          |
| Ato Modibo Jovon Toppin Cowin Mills Stann Waithe                              | 4 × 400 m-es váltó | 3:04,12  | 5.       | 13.      |             |             |             |          |          |          | kiesett | kiesett  |

Női

| Versenyző                                                       | Versenyszám        | Előfutam      | Előfutam      | Előfutam      | Negyeddöntő | Negyeddöntő | Negyeddöntő | Elődöntő | Elődöntő | Elődöntő | Döntő   | Döntő    |
| Versenyző                                                       | Versenyszám        | Idő           | Hely.         | Össz.         | Idő         | Hely.       | Össz.       | Idő      | Hely.    | Össz.    | Idő     | Helyezés |
| --------------------------------------------------------------- | ------------------ | ------------- | ------------- | ------------- | ----------- | ----------- | ----------- | -------- | -------- | -------- | ------- | -------- |
| Kelly-Ann Baptiste                                              | 100 m              | 11,39         | 2.            | 17.*          | 11,42       | 6.          | 22.         | kiesett  | kiesett  | kiesett  | kiesett | kiesett  |
| Semoy Hackett                                                   | 100 m              | 11,53         | 4.            | 31.           | 11,46       | 6.          | 25.         | kiesett  | kiesett  | kiesett  | kiesett | kiesett  |
| Sasha Springer-Jones                                            | 100 m              | 11,55         | 5.            | 32.*          | 11,71       | 8.          | 40.         | kiesett  | kiesett  | kiesett  | kiesett | kiesett  |
| Aleesha Barber                                                  | 100 m gát          | 13,01         | 4.            | 18.           |             |             |             | kiesett  | kiesett  | kiesett  | kiesett | kiesett  |
| Josanne Lucas                                                   | 400 m gát          | 57,76         | 6.            | 23.           |             |             |             | kiesett  | kiesett  | kiesett  | kiesett | kiesett  |
| Wanda Hutson Kelly-Ann Baptiste Ayanna Hutchinson Semoy Hackett | 4 × 100 m-es váltó | nem ért célba | nem ért célba | nem ért célba |             |             |             |          |          |          | kiesett | kiesett  |

| Versenyző       | Versenyszám   | Selejtező | Selejtező | Döntő    | Döntő    |
| Versenyző       | Versenyszám   | Eredmény  | Helyezés  | Eredmény | Helyezés |
| --------------- | ------------- | --------- | --------- | -------- | -------- |
| Cleopatra Borel | Súlylökés     | 17,96 m   | 17.       | kiesett  | kiesett  |
| Candice Scott   | Kalapácsvetés | 63,03 m   | 40.       | kiesett  | kiesett  |
| Rhonda Watkins  | Távolugrás    | 588 cm    | 37.       | kiesett  | kiesett  |

* - egy másik versenyzővel azonos időt ért el

** - két másik versenyzővel azonos időt ért el

*** - négy másik versenyzővel azonos időt ért el

## Sportlövészet
Férfi

| Versenyző    | Versenyszám | Selejtező | Selejtező | Döntő   | Döntő    |
| Versenyző    | Versenyszám | Pont      | Helyezés  | Pont    | Helyezés |
| ------------ | ----------- | --------- | --------- | ------- | -------- |
| Roger Daniel | Légpisztoly | 571       | 36.       | kiesett | kiesett  |

## Úszás
Férfi

| Versenyző     | Versenyszám  | Előfutam | Előfutam | Előfutam | Elődöntő | Elődöntő | Elődöntő | Döntő   | Döntő    |
| Versenyző     | Versenyszám  | Idő      | Hely.    | Össz.    | Idő      | Hely.    | Össz.    | Idő     | Helyezés |
| ------------- | ------------ | -------- | -------- | -------- | -------- | -------- | -------- | ------- | -------- |
| George Bovell | 50 m gyors   | 21,77    | 2.       | 6.       | 21,86    | 6.       | 11.      | kiesett | kiesett  |
| George Bovell | 100 m gyors  | 48,83    | 1.       | 20.      | kiesett  | kiesett  | kiesett  | kiesett | kiesett  |
| Nick Bovell   | 200 m vegyes | 2:03,90  | 5.       | 36.      | kiesett  | kiesett  | kiesett  | kiesett | kiesett  |

Női

| Versenyző         | Versenyszám | Előfutam | Előfutam | Előfutam | Elődöntő | Elődöntő | Elődöntő | Döntő   | Döntő    |
| Versenyző         | Versenyszám | Idő      | Hely.    | Össz.    | Idő      | Hely.    | Össz.    | Idő     | Helyezés |
| ----------------- | ----------- | -------- | -------- | -------- | -------- | -------- | -------- | ------- | -------- |
| Sharntelle McLean | 50 m gyors  | 26,19    | 2.       | 39.*     | kiesett  | kiesett  | kiesett  | kiesett | kiesett  |

* - egy másik versenyzővel azonos időt ért el